# Дювалье, Симона
Симона Дювалье (фр. Simone Duvalier; 1913, Леоган — 1997, Париж) — Первая леди Гаити в 1957—1971. Жена Франсуа Дювалье, мать Жана-Клода Дювалье. Носила также титулы «Королева-мать» и «Хранительница революции», занимала ортодоксальные дювальеристские позиции. После женитьбы сына и конфликта с невесткой была выслана из Гаити. Скончалась в эмиграции.

## Медсестра из приюта
Отцом Симоны был предприниматель-мулат Жюль Фене, матерью — негритянка Сели Овид, служанка в доме Фене. В детстве Симона долго жила в сиротском приюте одного из пригородов Порт-о-Пренса.
В приюте Симона Овид приобрела профессию медсестры. Работала по специальности. На работе познакомилась с врачом Франсуа Дювалье. В декабре 1939 вышла за Дювалье замуж. В браке имела дочерей Мари-Денизу, Николь, Симону и сына Жан-Клода.

## Первая леди
Симона Дювалье была активной сторонницей и помощницей мужа в его политической деятельности. После вступления Папы Дока на пост президента Гаити в октябре 1957 приняла титул Première Dame — Первая леди. Официально именовалась Симона Мари Жанна I. В народе была прозвана Мама Док.
Симона Дювалье выполняла при пожизненном президенте церемониальные функции. Демонстративно общалась с населением, делала публичные жесты благотворительного характера. Приобрела за это определённую популярность. Запланированный к строительству район Порт-о-Пренса назвали «Сите-Симона» — в настоящее время это Сите-Солей, беднейшие и опаснейшие трущобы Северного и Западного полушарий.
В то же время первая леди практически не влияла на государственные дела, поскольку Папа Док не допускал женского участия в политике.

## «Хранительница революции»
21 апреля 1971 скончался Франсуа Дювалье. В соответствии с результатами проведённого ранее безальтернативного референдума, пост главы государства наследовал его сын Жан-Клод Дювалье. Первоначально влияние его матери резко возросло, но быстро пошло на спад.
К неудовольствию Симоны Дювалье, титул «Первая леди» был заменён на «Королева-мать». В 1972 он также был отменён, вдова Папы Дока объявлена Хранительницей дювальеристской революции. Между сыном-президентом и матерью возникали серьёзные конфликты. Бэби Док неохотно занимался государственными делами и был склонен к либерализации режима. «Хранительница революции» занимала ортодоксальные дювальеристские позиции, требовала энергичного продолжения курса Дювалье-старшего. В этом её поддерживали дочь Мари-Дениза и командующий тонтон-макутами Люкнер Камбронн.
Разрыв между сыном и матерью произошёл в 1980 году, когда Жан-Клод Дювалье женился на мулатке Мишель Беннетт, представительнице потомственной аристократии, против которой была заострена политика Папы Дока. Решительно взяв сторону жены, президент вынудил мать покинуть Гаити и переселиться во Францию.

## Кончина в эмиграции
В феврале 1986 года режим Жана-Клода Дювалье был свергнут массовыми протестами при поддержке армейского генералитета и администрации США. Жан-Клод и Мишель Дювалье эмигрировали во Францию.
После развода Бэби Дока в 1990 Симона Дювалье жила вместе с сыном в пригороде Парижа. На публике появлялась редко. Выражала желание вернуться в Гаити, «когда позволит политическая ситуация», однако — в отличие от сына и невестки — уже не побывала на родине. Скончалась в возрасте 84 лет.